# Formula One 2003
Formula One 2003 es un videojuego basado en la temporada 2003 del Campeonato Mundial de Fórmula 1. Es el primero de la serie de videojuegos de Formula One con una licencia exclusiva de la Formula One Administration. Desarrollado por Sony Studio Liverpool y publicado por Sony Computer Entertainment Europe, Fue lanzado exclusivamente para PlayStation 2 el 11 de julio de 2003.

## Jugabilidad
El juego cuenta con los diez equipos y veinte pilotos que compiten en la temporada 2003 (excepto por los cambios de mitad de temporada), así como los dieciséis circuitos y los Grandes Premios que formaron el calendario del campeonato. El juego también incluye las nuevas reglas de calificación y el sistema de puntos introducido para la temporada, así como las alteraciones a los circuitos de Hungaroring y Suzuka.
Hay once modos de juego disponibles para un solo jugador y multijugador, incluyendo arcade para un jugador y una sola carrera de simulación, modos de contrarreloj y campeonato, multijugador para hasta 4 jugadores y una opción de espectador no interactivo. La conectividad en línea no está compatible.
El juego presenta todos los pilotos y circuitos de la temporada 2003, pero no presenta a los pilotos de reemplazo que aparecieron en la temporada real de F1, por lo tanto Nicolas Kiesa, Zsolt Baumgartner, Marc Gené y Takuma Satō no aparecen en el juego.

## Desarrollo
Formula One 2003 se anunció en un comunicado de prensa de Sony Computer Entertainment Europe el 16 de junio de 2003 con fecha de lanzamiento en julio. El juego fue el primero de la serie de juegos de Formula One en tener una licencia exclusiva de la Formula One Administration, responsable de los derechos comerciales y la promoción del Campeonato Mundial de Fórmula 1. La licencia exclusiva otorgó a Sony Computer Entertainment los derechos exclusivos de la serie durante cuatro años.

## Circuitos
El juego cuenta con los 16 circuitos oficiales, basados en la temporada 2003.

## Portadas
Similar a la serie de videojuegos FIFA, Formula One 2003 tiene diferentes portadas dependiendo de la región. El McLaren MP4-17D de David Coulthard se usa en la versión Europea/Global. El Renault R23B de Fernando Alonso fue usado en el lanzamiento en español. El Ferrari F2003-GA de Michael Schumacher se traslada del segundo monoplaza al monoplaza principal para el lanzamiento italiano. El Sauber C22 de Heinz-Harald Frentzen aparece en los lanzamientos suizos y neerlandeses, y el Jaguar R4 de Mark Webber se utiliza en la edición australiana.

## Recepción
Formula One 2003 obtuvo resultados mixtos y positivos tras su lanzamiento, manteniendo un puntaje agregado de 67.20% en GameRankings.
Kristian Reed de Eurogamer elogió los controles y los gráficos, indicando 'cada pista está llena de detalles, hasta los anuncios individuales en la pista, sin embargo, nunca hay ningún indicio de pop-up o el tipo de problemas de distancia de empate que se hayan desvanecido en casi todos los juegos de F1 jamás realizados'. Sin embargo, tenía reservas sobre el daño del monoplaza del juego y la física del accidente. Le dio al juego 8 de 10. Brodie Gibbons de Futuregamez también elogió los gráficos, pero criticó el valor del sonido y la reproducción, anotando el juego 77%. Escribiendo en The Guardian, Jack Schofield notó que el juego no ofreció una gran mejora sobre su predecesor fuera de los cambios de reglas, pero concluyó que 'ofrece más que suficiente para mantener felices a los jugadores casuales'.

## Patrocinadores relacionados con el alcohol y el tabaco
Todos los patrocinadores de alcohol y tabaco están censurados.
- El Marlboro de Ferrari está completamente censurado.
- Beck's en el Jaguar es reemplazado por "Best's".
- Benson & Hedges en Jordan es reemplazado por "Be On Edge".
- Mild Seven en Renault es reemplazado por "Blue World" (como en la vida real).
- West en McLaren es reemplazado por "David" y "Kimi" (como en la vida real).
- Lucky Strike en BAR está bloqueado (a los lados), y reemplazado por "Lookies" (en la nariz), y "Look Alike" (en el alerón delantero y en el alerón trasero).